# داميان بيرن (لاعب كرة قدم)
داميان بيرن (بالإنجليزية: Damien Byrne)‏ هو لاعب كرة قدم أيرلندي، ولد في 16 يونيو 1978 في فيتهارد ‏ في جمهورية أيرلندا. لعب مع Tipperary Senior Football Team ‏.